# Lorenzo Arzaluz
Lorenzo Arzaluz – meksykański bokser, srebrny medalista Igrzysk Ameryki Środkowej i Karaibów z roku 1938.

## Kariera
W 1938 zdobył srebrny medal na Igrzyskach Ameryki Środkowej i Karaibów 1938. W półfinałowej walce pokonał Panamczyka Raúla Beckera. W finale zmierzył się z Panamczykiem Alfredo Stewartem, z którym przegrał.